# Страны Европы по площади
Это список стран Европы, отсортированных по площади.

## Список стран
| №  | Название страны      | Площадь европейской части (общая), км² |
| -- | -------------------- | -------------------------------------- |
| 1  | Россия               | 3 783 533 (17 125 191) +               |
| 2  | Украина              | 603 549                                |
| 3  | Франция              | 547 030 (674 685)                      |
| 4  | Испания              | 498 508 (505 994)                      |
| 5  | Швеция               | 449 964                                |
| 6  | Норвегия             | 385 186                                |
| 7  | Германия             | 357 021                                |
| 8  | Финляндия            | 337 030                                |
| 9  | Польша               | 312 685                                |
| 10 | Италия               | 301 340                                |
| 11 | Великобритания       | 244 820                                |
| 12 | Румыния              | 237 500                                |
| 13 | Беларусь             | 207 600                                |
| 14 | Казахстан            | 148 000 (2 724 902)                    |
| 15 | Греция               | 131 940                                |
| 16 | Болгария             | 110 910                                |
| 17 | Исландия             | 103 000                                |
| 18 | Венгрия              | 93 030                                 |
| 19 | Португалия           | 92 082                                 |
| 20 | Сербия               | 88 361                                 |
| 21 | Австрия              | 83 858                                 |
| 22 | Чехия                | 78 866                                 |
| 23 | Ирландия             | 70 273                                 |
| 24 | Литва                | 65 200                                 |
| 25 | Латвия               | 64 589                                 |
| 26 | Хорватия             | 56 542                                 |
| 27 | Босния и Герцеговина | 51 129                                 |
| 28 | Словакия             | 48 845                                 |
| 29 | Эстония              | 45 226                                 |
| 30 | Дания                | 42 895 (2 210 579)                     |
| 31 | Нидерланды           | 41 526                                 |
| 32 | Швейцария            | 41 290                                 |
| 33 | Молдова              | 33 843                                 |
| 34 | Бельгия              | 32 528                                 |
| 35 | Албания              | 28 748                                 |
| 36 | Северная Македония   | 25 333                                 |
| 37 | Турция               | 23 900 (783 562)                       |
| 38 | Словения             | 20 253                                 |
| 39 | Черногория           | 14 026                                 |
| 40 | Люксембург           | 2586                                   |
| 41 | Андорра              | 468                                    |
| 42 | Мальта               | 316                                    |
| 43 | Лихтенштейн          | 160,4                                  |
| 44 | Сан-Марино           | 61                                     |
| 45 | Монако               | 2                                      |
| 46 | Ватикан              | 0,44                                   |

В случае проведения границы Европа-Азия по Кумо-Манычской впадине целиком располагаются в Азии; в случае проведения границы Европы и Азии по Большому Кавказу имеют основную часть территории в Азии и небольшую часть — в Европе следующие страны:
- Азербайджан около 8600 км² (до 10 % от общей площади в 86 600 км²)[16][17]
- Грузия около 3700 км² (до 5 % от общей площади в 69 700 км²)[18][17]

В случае проведения границы по Малому Кавказскому хребту и по рекам Кура и Аракс, а также в случае проведения границы по бывшей границе СССР — в Европу попадает также:
- Армения

Из-за неоднозначного определения границ Европы вышеупомянутые страны (Грузия, Азербайджан и Армения) включаются в состав Европы не из-за возможного частичного наличия части территории в пределах Европы, а прежде всего основываясь на политических, экономических и культурных соображениях. По тем же соображениям в состав Европы включают и географически относящийся к Азии остров Кипр:
- Кипр

## Исторические государства (после Второй мировой войны)
- Союз Советских Социалистических Республик — государство, включавшее в себя 15 союзных республик, а ныне независимых государств: современные Россия, Украина, Белоруссия, Молдавия, Литва, Латвия, Эстония, Грузия, Азербайджан, Армения, Казахстан, Узбекистан, Туркменистан, Кыргызстан, Таджикистан. Оно было крупнейшим по территории государством в мире. Площадь Европейской части СССР 5 183 756 км², более 50 % общей площади Европы.
- Югославия — государство, в состав которого входили ныне независимые Сербия, Черногория, Босния и Герцеговина, Хорватия, Словения, Северная Македония. Она была десятой (при существовании СССР) по площади в Европе (255 644 км²).
- Чехословакия — федеративное государство, состоявшее из двух республик, ныне независимых Чехии и Словакии. Она была шестнадцатой по площади (127 711 км²), а в границах 1918—1938 гг. — 140 446 км².
- Германская Демократическая Республика — государство, которое в октябре 1990 года было включено в состав Федеративной Республики Германии, имело площадь 108 333 км².
- Свободная территория Триест — подмандатная территория ООН (738 км²), в период с 1947 по 1954 год располагавшаяся между северной Италией и Югославией, была разделена между этими двумя государствами.